# 6898 Saint-Marys
6898 Saint-Marys là một tiểu hành tinh vành đai chính với chu kỳ quỹ đạo là 1588.6119120 ngày (4.35 năm).
Nó được phát hiện ngày 8 tháng 6 năm 1988.